# Fuffies im Club
Fuffies im Club ist ein Lied des deutschen Rappers Sido und die zweite Single aus dessen Debütalbum Maske. Der Song wurde am 26. April 2004 als Teil des Albums bei der Plattenfirma Aggro Berlin veröffentlicht und am 2. August 2004 als Single ausgekoppelt. Diese erreichte Platz 18 der deutschen Single-Charts. Ein Remix des Liedes wurde gemeinsam mit dem Rapper Harris aufgenommen und ebenso wie die Originalversion zur Singleveröffentlichung mit einem Musikvideo beworben. Der Remix wurde später zudem als Hidden Track auf dem Labelsampler Aggro Ansage Nr. 4 veröffentlicht.

## Inhalt
Fuffies im Club handelt inhaltlich vor allem von Geld und dessen Bedeutung in der modernen Welt. Im Stil US-amerikanischer Rapper wollte Sido damals nach eigenen Angaben auf diese Weise seinen mit seinem einsetzenden Erfolg einhergehenden sozialen Aufstieg ausdrücken. Gleichzeitig habe er mit der Wahl von 50-Euro-Scheinen die Dimensionen in realistischen Grenzen halten wollten.
Die Neue Zürcher Zeitung beschrieb Fuffies im Club im Jahr 2009 darüber hinaus anlässlich eines Artikels über ein Sido-Konzert inhaltlich als „lüsternen Sozialreport aus dem Striplokal“.
Das Lied enthält zudem popkulturelle Anspielungen auf den US-amerikanischen Rapper 50 Cent, dessen Hit In da Club und den Film Mission: Impossible.

## Produktion
Produziert wurde Fuffies im Club im Original wie auch im Remix von Roe Beardie, welcher weite Teile des Albums Maske produzierte. Die Aufnahmen fanden in den Headrush Studios statt. Die Album-Version des Liedes enthält zu Beginn ein Sample des Liedes Spüre diesen Groove von MC Rene aus dem Jahr 1995, über welches Sido dessen Hookline rappt. Die Melodie des eigentlichen Liedes ist zudem an die Titelmelodie des Films Mission: Impossible angelehnt.

## Titelliste
Neben dem der Originalversion enthält die Single noch einen Remix des Liedes, auf dem Sido von Harris begleitet wird. Mit diesem sollte Sido später das Duo Deine Lieblings Rapper bilden. Fuffies im Club war damit die erste Single, an welcher beide gemeinsam mitwirkten. Vorher nahmen beide bereits den ebenfalls auf der Single enthaltenen Titel Glashoch für Sidos Album Maske auf. Dieser wurde im Original von den Beathoavenz produziert und ist ansonsten in jeweils einem Remix von DJ Ron sowie Bommer verfügbar. Gemeinsam mit seinem Alles-ist-die-Sekte-Kollaborationspartner B-Tight nahm Sido außerdem den Titel Yeah auf. Darüber hinaus ist auf der Single noch das Musikvideo zu Fuffies im Club in all seinen Versionen enthalten.
Single
1. Fuffies im Club (Original) 3:47
2. Fuffies im Club (Radio) 3:47
3. Fuffies im Club (Remix) (feat. Harris) 3:16
4. Fuffies im Club (Derezon Remix) 3:25
5. Glashoch (feat. Harris) 4:59
6. Glashoch (DJ Ron Remix) (feat. Harris) 5:03
7. Glashoch (Bommer Mix) (feat. Harris) 5:03
8. Yeah (feat. A.i.d.S.) 3:13

## Musikvideo
Unter die Regie von Specter und Daniel Harder wurde zu sowohl zu der Originalversion als auch dem Remix von Fuffies im Club ein Musikvideo im Berliner Nachtclub Rush Hour gedreht. Für die Kameraführung zeigte sich Ngo The Chau verantwortlich. Das Video zeigt Sido und die Rapper Harris, B-Tight, Fler und die damaligen Die Sekte-Mitglieder Mesut und Tony D mit Banknoten um sich werfend zwischen zahlreichen Tänzerinnen, welche zumeist einen Striptease vollführen. Zum Ende des Videos stürmt die Polizei den Club und verhaftet die Rapper.
Das Musikvideo des Remixes unterscheidet sich von dem zur Original-Version des Liedes nur durch die Aufnahmen zu Harris zusätzlicher Strophe.
Nach Angaben Sidos musste der Videodreh nach einer Schlägerei abgebrochen werden. Die im Video zu sehenden Polizisten seien demnach tatsächliche Polizeibeamte gewesen.

## Liveaufführung
Fuffies im Club ist regelmäßiger Bestandteil von Sidos Live-Konzerten. Im Rahmen seines MTV-Unplugged-Konzerts MTV Unplugged Live aus’m MV nahm Sido außerdem eine Unplugged-Version des Liedes auf, welche auf dem gleichnamigen Live-Album veröffentlicht wurde.
Beim Red Bull Soundclash 2012 der Bands Kraftklub und K.I.Z im Palladium in Köln trat Sido in Runde Wildcard an der Seite von Kraftklub auf und führte gemeinsam mit diesen ein Mashup aus dem Kraftklub Song Randale und Fuffies im Club auf.

## Rezeption

### Bedeutung
Mit Fuffies im Club konnte Sido nach Mein Block an seinen Erfolg anknüpfen und sich langsam als dauerhafter Rapstar etablieren. Von Harris und dem Journalist und Royal-Bunker-Gründer Marcus Staiger wurde Fuffies im Club zudem rückblickend als einer der wenigen „Club-Hits“ des Deutschrap-Genres eingestuft. Auch Casper nannte Fuffies im Club gegenüber dem Hip-Hop Magazin Juice als Beispiel für einen „Pop-Hit“ aus dem Bereich des Deutschrap, warf allerdings einschränkend ein, dass das Lied eine erwachsenere Generation seinerzeit noch nicht habe erreichen können.

### Anspielungen in anderen Liedern
In seinem Song Gangsta aus dem Album Heavy Metal Payback nimmt der damals mit Sido und dessen Label Aggro Berlin verfehdete Rapper Bushido mit der Zeile „Schmeiß die Fuffies durch den Club / Ich schmeiß Fünfhunderter in den Müll“ auf Fuffies im Club Bezug.
Der Song wird ebenso wie der auf demselben Album veröffentlichte Song „Mein Block“ in der Hookline von Kollegahs und Farid Bangs gegen Sido gerichtetem Disstrack „Die Straße kuckt zu“ auf dem Album Jung, brutal, gutaussehend zitiert: „Zu Zeiten wo es hieß 'Schmeiß die Fuffies im Club' macht' ich Fuffies im Hood“.
Konzeptionell ist zudem das Lied Hunnies im Club von Frauenarzt an Fuffies im Club angelehnt.
Ein Sample der Fuffies-im-Club-Zeile „Ich kanns mir leisten, weil ihr Mann mein Tape bestellt“ wird 2014 in Sidos Strophe auf dem Remix der Single Saudi Arabi Money Rich des Rappers Haftbefehl verwendet.

### Rezensionen
Das Lied erntete bei Veröffentlichung gemischte Kritiken. Die Redaktion der E-Zine laut.de hob im Zuge ihrer Rezension des Albums Maske die Innovativität der Musik von Fuffies im Club hervor. Die Musikzeitschrift Rolling Stone stufte Fuffies im Club bei Veröffentlichung hingegen tendenziell als „jugendgefährdendes Geprolle“ ein.

## Kommerzieller Erfolg

### Chartplatzierungen
In den deutschen Singlecharts konnte sich die Single auf Platz 18 platzieren. Insgesamt hielt sich Fuffies im Club 9 Wochen in den Top 100 der deutschen Single-Charts.
| ChartsChartplatzierungen | Höchstplatzierung | Wochen |
| ------------------------ | ----------------- | ------ |
| Deutschland (GfK)        | 18 (9 Wo.)        | 9      |

### Auszeichnungen für Musikverkäufe
Von dem europäischen Independent-Label-Dachverband Impala wurde Fuffies im Club im Januar 2008 mit einem Impala Award Silver für über 30.000 verkaufte Einheiten ausgezeichnet.
| Land/Region     | Auszeichnungen für Musikverkäufe (Land/Region, Auszeichnung, Verkäufe) | Verkäufe |
| --------------- | ---------------------------------------------------------------------- | -------- |
| Europa (Impala) | Silber                                                                 | 30.000   |
| Insgesamt       | 1× Silber ·                                                            | 30.000   |

### Coverversionen
Die Rapgruppe Hammer & Zirkel veröffentlichten 2011 gemeinsam mit Liquit Walker auf ihrer EP Two and a Half Men 2 ein Cover von Fuffies im Club mit dem Titel Omis im Bus.